# NGC 2982
NGC 2982 ist die Bezeichnung für einen offenen Sternhaufen vom Typ III3p im Sternbild Segel des Schiffs.
Entdeckt wurde das Objekt am 24. Juni 1826 von dem schottischen Astronomen James Dunlop.